# Vedsted (parochie, Jammerbugt)
Vedsted is een parochie van de Deense Volkskerk in de Deense gemeente Jammerbugt. De parochie maakt deel uit van het bisdom Aalborg en telt 1253 kerkleden op een bevolking van 1393 (2004).
Vedsted werd gevormd in 1793 uit het westelijke deel van de pariochie Aaby. De parochie werd deel van de herred Hvetbo, terwijl Aaby tot Kær Herred bleef horen. In 970 werd de parochie opgenomen in de nieuwe gemeente Aabybro. In 2007 ging deze gemeente op in Jammerbugt.
Aaby · Alstrup · Bejstrup · Biersted · Brovst · Fjerritslev · Gjøl · Gøttrup · Haverslev · Hjortdal · Hune · Ingstrup · Jetsmark · Kettrup · Klim · Koldmose · Kollerup · Langeslund · Lerup · Øland · Øster Svenstrup · Saltum · Skræm · Torslev · Tranum · Vedsted · Vester Hjermitslev · Vester Torup · Vust